# Gianni Mascolo
Gianni Mascolo (Milano, 3 novembre 1940 – Londra, 21 dicembre 2016) è stato un cantante italiano.

## Biografia
Inizia la carriera da bambino: infatti nel 1950, a soli dieci anni, entra a far parte del coro del Teatro alla Scala di Milano, rimanendovi per cinque anni, fino al cambiamento della voce.
Studia al Conservatorio Giuseppe Verdi della sua città, e si diploma in pianoforte.
Dotato di una voce da tenore leggero, dopo aver iniziato a cantare nei locali della sua città ed in alcune manifestazioni, viene scoperto da Alfredo Rossi, che gli propone un contratto con la sua etichetta, l'Ariston Records, e lo fa debuttare nel 1964.
Negli anni 1964 e 1965 con il gruppo veneziano I Lagunari del compositore, pianista e organista Italo Salizzato si esibisce nei più importanti locali alla moda in Italia: Bussola di Bernardini (Viareggio), Arlecchino e Club 84 (Torino), Barracuda (Santa Margherita Ligure), Quartiere Latino (Roma), Gallery (Milano) e tanti altri.
Ha partecipato al Festival di Sanremo 1965 in coppia con Dusty Springfield con la canzone Di fronte all'amore , scritta da Umberto Bindi e che verrà in seguito portata al successo da Richard Anthony.
In seguito ha partecipato al Cantagiro 1967 ed alla Mostra Internazionale di Musica Leggera del 1967 dove con la canzone "Noi" si classifica al quinto posto della sezione "voci nuove".
Prende parte all'Eurovision Song Contest 1968 come rappresentante della Svizzera con la canzone Guardando il sole, con la quale si classifica al 13º posto.
Passato alla Saint Martin Record, continua l'attività dal vivo, per poi ritirarsi nel nuovo decennio.

## Discografia parziale

### 45 giri
- 1963: Souvenir di Rossini/Auf Wiedersehen Pesaro (Picnic, 016)
- 1964: Da quando sei andata via/Ci penserei (Ariston Records, AR 025)
- 1965: Di fronte all'amore/Innamoratamente (Ariston Records, AR 030)
- 1965: Innamoratamente/Nessuna al mondo (Ariston Records, AR 042)
- 1967: Noi/L'hai detto tu (Ariston Records, AR 201)
- 1968: Guardando il sole/Fai un po' quello che vuoi (Ariston Records, AR 245)
- 1969: Ritorno/Coraggio vecchio mio (Saint Martin Record, CAT 1047)